# Бальм-бай-Гюнсберг
Бальм-бай-Гюнсберг (нім. Balm bei Günsberg) — громада  в Швейцарії в кантоні Золотурн, округ Леберн.

## Географія
Громада розташована на відстані близько 35 км на північ від Берна, 6 км на північ від Золотурна.
Бальм-бай-Гюнсберг має площу 5,5 км², з яких на 3,1% дозволяється будівництво (житлове та будівництво доріг), 32,4% використовуються в сільськогосподарських цілях, 62,3% зайнято лісами, 2,2% не є продуктивними (річки, льодовики або гори).

## Демографія
2019 року в громаді мешкало 209 осіб (+10,6% порівняно з 2010 роком), іноземців було 8,6%. Густота населення становила 38 осіб/км².
За віковим діапазоном населення розподілялося таким чином: 18,2% — особи молодші 20 років, 62,2% — особи у віці 20—64 років, 19,6% — особи у віці 65 років та старші. Було 85 помешкань (у середньому 2,4 особи в помешканні).
Із загальної кількості 103 працюючих 17 було зайнятих в первинному секторі, 13 — в обробній промисловості, 73 — в галузі послуг.